# خازنة ناشيونال
خازنة ناشيونال برهاد هو صندوق الثروة السيادية لحكومة ماليزيا، والمكلف بتنمية ثروة الأمة طويلة الأجل من خلال أهداف تجارية واستراتيجية متميزة. يتمثل الهدف التجاري لخزانة في تنمية الأصول المالية وتنويع مصادر الإيرادات للأمة، بينما يتمثل هدفها الاستراتيجي في الاحتفاظ بالموجودات الاستراتيجية التي تحقق فوائد اقتصادية طويلة الأجل. تسترشد الخزانة بفلسفتها الاستثمارية التي تؤكد على تحقيق عوائد مالية مناسبة معدلة حسب المخاطر، وتحقيق عوائد مستدامة، ودمج اعتبارات الاستثمار الأخلاقية والمسؤولة.
خزانة عضو في المنتدى الدولي لصناديق الثروة السيادية،  الذي يحافظ على مبادئ سانتياغو وتروج لها حول أفضل الممارسات في إدارة صناديق الثروة السيادية. كما أنها من الدول الموقعة على مبادئ الاستثمار المسؤول المدعومة من الأمم المتحدة (UNPRI) والموقعة على الكود الماليزي للمستثمرين المؤسسيين وعضو مجلس المستثمر المؤسسي في ماليزيا (IIC) وعضو FCLTGlobal (التركيز على رأس المال على المدى الطويل) ) ، والموقّع على تعهد هيئة النزاهة الماليزي (MACC) الصادر عن لجنة مكافحة الفساد الماليزية .
تأسست شركة خازنة ناشيونال بموجب قانون الشركات لعام 1965 في ماليزيا في 3 سبتمبر 1993 كشركة عامة محدودة وبدأت عملياتها بعد عام. الخزانة مملوكة للحكومة الماليزية ويديرها وزير المالية، باستثناء حصة واحدة يملكها مفوض الأراضي الفيدرالي. يحكمها مجلس إدارة يضم ممثلين عن الحكومة وقطاع الشركات من خلفيات وخبرات مهنية متنوعة.
في عام 2018 ، سجلت الخزانة خسارة مبدئية قبل الضريبة بلغت 261 مليار رينجيت ماليزي. انخفضت قيمة أصولها القابلة للتحقيق (RAV) إلى 136 مليار رينجيت ماليزي من 157 مليار رينغيت ماليزي في عام 2017 ، في حين أن محفظتها الصافية المعدلة (NWA) انخفضت إلى 91 مليار رينجيت ماليزي من 116 مليار رينغيت ماليزي في 2017.